# 1129 Neujmina
1129 Neujmina è un asteroide della fascia principale del diametro medio di circa 34,76 km. Scoperto nel 1929, presenta un'orbita caratterizzata da un semiasse maggiore pari a 3,0280275 UA e da un'eccentricità di 0,0790969, inclinata di 8,61205° rispetto all'eclittica.
L'asteroide è dedicato all'astronomo russo Grigorij Nikolaevič Neujmin.